# Prosena longipalpis
Prosena longipalpis är en tvåvingeart som först beskrevs av Wulp 1883.  Prosena longipalpis ingår i släktet Prosena och familjen parasitflugor. Inga underarter finns listade i Catalogue of Life.